# Tumbas benimerinas
Las Tumbas benimerinas se refieren a las ruinas de tumbas monumentales en una colina sobre y al norte de Fez al-Bali, la ciudad vieja de Fez, Marruecos. Hoy en día, son también un mirador popular sobre la ciudad histórica.

## Antecedentes históricos
Hay poca información disponible sobre el sitio y su historia. Sin embargo, se cree que las tumbas en ruinas datan del siglo XIV, durante el sultanato benimerín (siglos XIII-XV), de ahí su nombre. Los meriníes conquistaron Fez en 1250 y la convirtieron en su capital, sobre todo construyendo una nueva ciudad palaciega fortificada (Fes el-Jdid) en 1276 junto a la ciudad vieja existente (Fes el-Bali). A partir de 1287, también construyeron un palacio y una mezquita en la colina, justo fuera de las murallas de la ciudad, al norte, con vistas al corazón de la ciudad antigua, la colina que se conocía como al-Qula, y que hoy en día se conoce simplemente como la «Colina de los Mariníes», y en la que finalmente se construyó una necrópolis real.
Hasta mediados del siglo XIV, la dinastía meriní enterró a sus miembros en la necrópolis real de Chellah, en las afueras de Rabat; sin embargo, el sultán Abu Inan Farris fue enterrado en la Gran Mezquita de Fes el-Jdid a su muerte en 1358, y después sus sucesores fueron enterrados en la necrópolis de la colina de Al Qula. Continuaron siendo enterrados aquí hasta la desaparición de la dinastía. —Únicamente uno de ellos fue enterrado de nuevo en Chellah, que por lo demás fue abandonada.

## Descripción del sitio

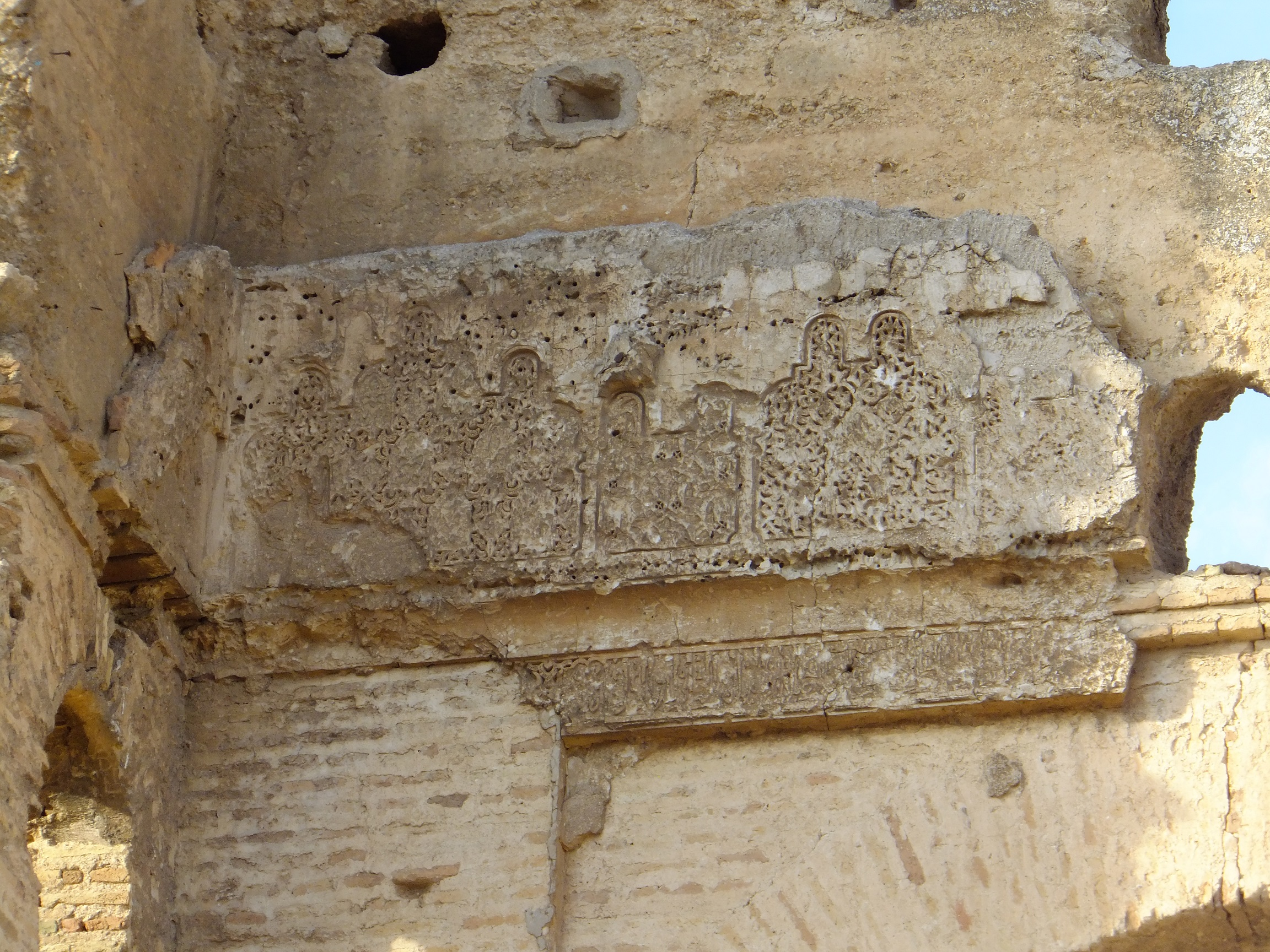
Fragmentos de decoración de estuco y de una inscripción en el interior de una de las tumbas.

Hoy en día todavía son visibles las ruinas de dos altos mausoleos de base rectangular con grandes entradas de arco de herradura. No se sabe exactamente quiénes fueron enterrados en estas estructuras, pero dada su monumentalidad, probablemente eran miembros de la familia real. En las paredes de los mausoleos todavía se pueden ver algunos fragmentos de decoración e inscripción en estuco, que es todo lo que queda de su rica ornamentación. Una crónica, de León el Africano, menciona que las tumbas eran de mármol con coloridos epitafios.
Detrás, hacia al norte, de los dos mausoleos se encuentran también las ruinas de otro pequeño edificio con cúpula o qoubba que puede haber formado parte de la necrópolis meriní.4] Las laderas de las colinas alrededor de las tumbas, principalmente al norte y al este, todavía están ocupadas por el cementerio de Bab Guissa —llamado así por la cercana puerta de la ciudad, Bab Guissa—, aunque las tumbas visibles hoy en día son probablemente mucho más recientes.
Hoy en día, el lugar es quizás más conocido por ser un mirador con vistas panorámicas de la ciudad vieja de Fez, popular al atardecer, y a menudo mencionado en las guías y en la literatura turística.  Además de las vistas, también es un lugar notable para escuchar la llamada a la oración (adhan) que se transmite simultáneamente desde todas las mezquitas de la ciudad vieja.

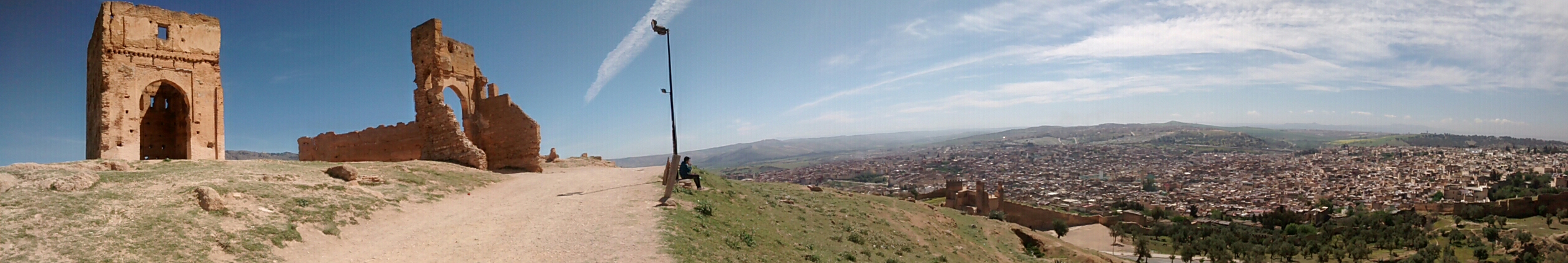
Las tumbas meriníes y la vista de la medina de Fez abajo.